# Mark A
Mark A (Whippet) – brytyjski czołg z okresu I wojny światowej.
W 1916 roku British Army użyła po raz pierwszy bojowo czołgów Mark I. W następnych miesiącach pojawiały się kolejne wersje tego wozu przeznaczonego do wspierania piechoty. Jesienią 1916 roku rozpoczęto prace nad czołgiem, który miał uzupełnić wozy Mark I-IV. W odróżnieniu od nich, nie był on przeznaczony do wspierania piechoty, ale miał po przerwaniu frontu atakować cele na zapleczu przeciwnika (a więc spełniać funkcję zarezerwowaną wcześniej dla kawalerii).
Konstruktorem nowego pojazdu pancernego został William Trittom. W celu przyspieszenia prac starał się on wykorzystać w maksymalnym stopniu już przetestowane rozwiązania. Kadłub czołgu wykonano z płyt stalowych o grubości 6–14 mm połączonych ze sobą nitami. W jego przedniej części znajdowały się akumulatory. Za nimi znajdował się przedział silnikowy mieszczący dwa silniki gaźnikowe (silniki tego samego typu napędzały piętrowe autobusy). Każdy silnik napędzał jedną gąsienicę. Gąsienicowy układ jezdny został zaadaptowany z prototypowego czołgu Little Willie. W tylnej części pojazdu znajdował się przedział trójosobowej załogi (często zabierano dodatkowego strzelca km). Nad przedziałem załogi przymocowano nieruchomo wieżyczkę z samochodu pancernego Austin. W jej ścianach umieszczono cztery jarzma dla karabinów maszynowych. Prototypowy wóz uzbrojony był w cztery lkm Lewis.
Po próbach wóz przyjęto na uzbrojenie jako Medium Mark A, ale popularniejsze były nazwy Trittom Chaser i Whippet. Wozy seryjne uzbrojono w lkm Hotchkiss Mk. I LMG. Po raz pierwszy czołgi Mark A zostały użyte bojowo w marcu 1918 roku. Działania bojowe wykazały, że Mark A jest udaną konstrukcją, ale ma niedopracowany układ napędowy. Okazało się, że jednoczesna obsługa dwóch silników i skrzyń biegów jest na tyle skomplikowana, że w celu wykonani skrętu najlepiej zatrzymać czołg i wykonać zwrot w miejscu. Dlatego w 1918 roku major Philipp Johnson zmodernizował jeden z czołgów Mark A zastępując jego dwa silniki jednym silnikiem Rolls-Royce Eagle przejętym z czołgu Mark V. Tak zmodyfikowany pojazd osiągnął prędkość maksymalną 45 km/h i stał się pierwowzorem czołgu Medium Mark D. W sierpniu 1918 roku w czasie ofensywy Ludendorffa kilka czołgów Whippet przedostało się za linie niemieckie, gdzie zwalczało stanowiska artylerii.
Po zakończeniu wojny czołgi Medium Mark A były używane przez armię brytyjską na terenie Irlandii i podczas interwencji przeciw Sowietom. Kilka wozów sprzedano Japonii, a jeden Związkowi Południowej Afryki.
Do dzisiaj dotrwało pięć czołgów Mark A:
- A259 Caesar II – eksponat Bovington Tank Museum w Dorset w Wielkiej Brytanii
- A347 Firefly – eksponat Musée Royal de l'Armée et d'Histoire Militaire w Brukseli w Belgii.
- A231 – eksponat Base Borden Military Museum w Ontario w Kanadzie.
- wóz o nieznanym oryginalnym oznaczeniu eksponat United States Army Ordnance Museum w Aberdeen w USA.
- wóz o nieznanym oryginalnym oznaczeniu, eksponat Army College w Pretoria w Południowej Afryce.